# ناهان
ناهان (به انگلیسی: Nahan) یک منطقهٔ مسکونی در هند است که در بخش سیرماور واقع شده‌است. ناهان ۲۸٬۸۵۳ نفر جمعیت دارد و ۹۳۲ متر بالاتر از سطح دریا واقع شده‌است.